# Канівські світа
Ка́нівська сві́та — геологічна пам'ятка природи місцевого значення в Україні. Розташована на території Черкаського району Черкаської області, за 300 м на схід від околиці колишнього села Монастирок, береговий уступ водосховища, гора «Костівщина».
Площа — 0,2 га, статус отриманий у 1979 році.